# 第60独立機械化旅団 (ウクライナ陸軍)
第60独立機械化旅団（だい60どくりつきかいかりょだん、ウクライナ語: 60-та окрема механізована Інгулецька бригада）は、ウクライナ陸軍の旅団。第11軍団隷下。

## 概要

### ドンバス戦争
2015年11月10日、ドンバス戦争の影響に伴い、予備軍団（予備役）の第60独立歩兵旅団（ウクライナ語: 60-та окрема піхотна бригада）として創設された。

### ロシアのウクライナ侵攻

#### 南部・ヘルソン戦線
2022年3月、ロシアのウクライナ侵攻で南部ヘルソン州に配備され、8月にベリスラウ方面で攻勢を開始し、ダヴィディウ・ブリド、ベリスラウ、ヘルソンを解放して11月中旬にロシア軍はドニエプル川西岸から撤退した。
2022年8月24日、ウォロディミル・ゼレンスキー大統領より、名誉称号「インフレツィ」を授与された。
2022年12月、機械化に伴い、第60独立機械化旅団に改編された。

#### 東部・バフムート戦線
2022年12月、激戦地の東部ドネツィク州バフムート地区に再配置され、2023年4月までバフムート南を防御し、2023年ウクライナの反転攻勢用戦力として後方に移動した。第97独立機械化大隊は分遣され、以後はバフムート市内の防衛に参加したが全滅した。
2023年9月、アゾフ＝ハルキウ特殊部隊を基幹に第97独立機械化大隊が再編された。

#### 東部・スヴァトヴェ-クレミンナ戦線
2023年12月、東部ルハーンシク州セヴェロドネツィク地区に再配置され、2024年3月にクレミンナでロシア軍が装甲兵員輸送車の代用と思われる通常は農場や建設現場で利用される装甲の無いゴルフカート型車両で突撃してくる常軌を逸した奇襲もあったがドローンと地雷で撃退した。
2024年1月、戦車大隊が北東部ハルキウ州クプヤンシク地区に再配置され、クプヤンシク方面に展開した。
2025年2月26日、ウォロディミル・ゼレンスキー大統領より、勇気と勇敢さに対する栄誉賞を授与された。

## 編制
- 旅団司令部
- 第96独立機械化大隊
- 第97独立機械化大隊
- 第98独立機械化大隊
- 戦車大隊
- 第16独立小銃大隊
- 第19独立小銃大隊
- 第37独立小銃大隊
- 旅団砲兵群
  - 本部中隊
  - 第1自走砲大隊
  - 第2自走砲大隊
  - ロケット砲大隊
  - 対戦車砲大隊
- 防空大隊

- 工兵大隊
- 整備大隊
- 兵站大隊
- 偵察中隊
- 狙撃中隊
- 電子戦中隊
- 通信中隊
- レーダー中隊
- NBC防護中隊
- 衛生中隊
- 無人システム大隊 ヴィダール